# NS Большого Пса
NS Большого Пса (лат. NS Canis Majoris) — двойная затменная переменная звезда типа Алголя (EA) в созвездии Большого Пса на расстоянии приблизительно 8213 световых лет (около 2518 парсеков) от Солнца. Видимая звёздная величина звезды — от +14,68m до +14,02m. Орбитальный период — около 2,8889 суток.